# Еркешевське сільське поселення
Ерке́шевське сільське поселення — колишнє муніципальне утворення в складі Балезінського району Удмуртії, Росія. Адміністративний центр — присілок Еркешево.
Розформоване 30 травня 2021 року законом Удмуртської Республіки за 17 травня 2021 року № 49-РЗ через переформування муніципального району на муніципальний округ.
Населення — 688 осіб (2015; 736 в 2012, 755 в 2010).
До складу поселення входять такі населені пункти:
| Населений пункт      | Населення, осіб (2010) | Населення, осіб (2012) |
| -------------------- | ---------------------- | ---------------------- |
| Еркешево, присілок   | 269                    | 260                    |
| Зянієво, присілок    | 18                     | 17                     |
| Зам'ятьєво, присілок | 4                      | 3                      |
| Зотіно, присілок     | 120                    | 113                    |
| Оросово, присілок    | 254                    | 249                    |
| Торліно, присілок    | 0                      | 0                      |
| Чуялуд, присілок     | 90                     | 94                     |

В поселенні діють 2 середні школи (Еркешево, Оросово), садочок (Еркешево), 2 бібліотеки, 2 клуби, 2 фельдшерсько-акушерських пункти. Серед підприємств працюють СПК «Наговіцино» та ТОВ «Маяк».